# شهر کارخانه ذوب فلز
شهر کارخانه ذوب فلز (به ژاپنی: キューポラのある街 Kyūpora no aru machi) فیلمی در ژانر درام است که در سال ۱۹۶۲ اکران شد. از بازیگران آن می‌توان به سایوری یوشیناگا، ایجیرو تونو، تانیه کیتابایاشی، کین سوگای و تایجی تونویاما اشاره کرد.